# او-۵۸۴
زیردریایی یو-۵۸۴ (به انگلیسی: German submarine U-584) یک زیردریایی است که طول آن ۶۷٫۱ متر (۲۲۰ فوت ۲ اینچ) می‌باشد. این زیردریایی در سال ۱۹۴۱ ساخته شد.